# Квашвиц
Квашвиц (нем. Quaschwitz) — община в Германии, в земле Тюрингия. 
Входит в состав района Заале-Орла. Подчиняется управлению Оппург.  Население составляет 67 человек (на 31 декабря 2010 года). Занимает площадь 2,30 км².